# Erlenwald Röte-Strüt
Erlenwald Röte-Strüt ist ein Naturschutzgebiet auf der Gemarkung des Freudenberger Stadtteils Ebenheid im Main-Tauber-Kreis in Baden-Württemberg.

## Geschichte
Durch Verordnung des Regierungspräsidiums Stuttgart über das Naturschutzgebiet Erlenwald Röte-Strüt vom 1. Dezember 1986 wurde ein Schutzgebiet mit 7,6 Hektar ausgewiesen.

## Schutzzweck
„Schutzzweck ist die Erhaltung eines überregional bedeutenden Erlen-Eschen-Waldes mit teilweisen Bruchwaldcharakter in Höhenlage und seiner seltenen Fauna und Flora“ (LUBW).

## Flora und Fauna
Es handelt sich um einen überregional bedeutsamer Erlen-Eschenwald, mit zum Teil Bruchwaldcharakter mit seltener Flora und Fauna.